# Большой Потяж
Большой Потяж — река в городском округе Нижний Тагил Свердловской области, правый приток Серебряной, впадает в неё в 53 км от устья.
Длина — 11 км.

## География
Исток в урочище Луковское Болото, восточнее горы Верхняя Ослянка. Большой Потяж течёт от истока преимущественно на юг и впадает в Серебряную справа, возле посёлка Серебрянка, у подножия горы Россыпной Камень. Рядом, выше по течению, в Серебряную впадает река Малый Потяж.

## Данные водного реестра
По данным государственного водного реестра России, река Луковка относится к Камскому бассейновому округу. Водохозяйственный участок реки — Чусовая от города Ревды до в/п посёлка Кын, речной подбассейн реки — бассейны притоков Камы до впадения Белой, речной бассейн реки — Кама.
Код объекта в государственном водном реестре — 10010100612111100010904.